# Julius Licinus
Julius Licinus war ein freigelassener Gallier, der von Augustus als Prokurator in Gallien eingesetzt wurde. Er wurde so berüchtigt für den Umfang der von ihm eingetriebenen Gelder und die dafür verwandten Methoden, dass er später von Cassius Dio in seiner Römischen Geschichte beschrieben wurde.
Licinus wurde von Cäsar während des Gallischen Kriegs gefangen genommen und zunächst versklavt. Später wurde er von Cäsar frei gelassen und von Augustus als Prokurator in Gallien eingesetzt. Seine genaue Amtszeit ist nicht bekannt, sicher ist jedoch, dass er zur Zeit der Gallienreise des Augustus 16/15 v. Chr. schon für einige Zeit im Amt war und laut Cassius Dio bereits die Reputation besaß, den Galliern mehr Schaden zugefügt zu haben als die Germanen. Beschwerden über Licinus' Verhalten veranlassten Augustus dazu ihn 15 v. Chr. abzuberufen. Licinus verteidigte sich vor Augustus mit der Begründung, dass seine Ausbeutung der Provinz den Galliern die Ressourcen für eine Rebellion entzogen hätte. Zudem hätte er sich nicht persönlich bereichert, sondern die eingetriebenen Gelder lediglich für Rom aufbewahrt. Cassius Dio zufolge war die ganze Angelegenheit Augustus so peinlich, dass er vorgab, den Vorwürfen keinen Glauben zu schenken, und die ganze Sache unter den Teppich kehrte. Licinus wurde jedenfalls nach seiner Abberufung nicht weiter belangt und lebte anschließend in großem Reichtum in Rom.
Licinus wusste seine Stellung und Kenntnis der römischen Kultur geschickt zu nutzen, um große Reichtümer anzuhäufen. In einer von Cassius Dio überlieferten Anekdote überzeugte er die Gallier davon, dass das römische Jahr 14 Monate besitze und daher in einem Jahr 14-mal ein monatlicher Tribut zu leisten sei.
Aufgrund seines großen Vermögens wurde Licinus zu einem Sinnbild für Reichtum. So verglichen ihn Seneca und Persius mit Crassus, einem der reichsten Römer der späten Republik. Juvenal verglich ihn mit Pallas, einem extrem reichen Freigelassenen aus dem Hause des Kaisers Claudius. Der Dichter Martial beschrieb das Grabmal des Licinus als ein erhabenes Gebäude aus Marmor und auch ein zeitgenössisches Gedicht, dessen Autor nicht bekannt ist, erwähnt Licinus’ Grabmal aus Marmor. Licinus war aber nicht nur zu einem Sinnbild für Reichtum geworden, sondern galt auch als ein typisches Beispiel eines korrupten römischen Beamten, der die Provinzen ausplünderte, um sich persönlich zu bereichern.

## Historische Quellen
- Cassius Dio: Roman History, Volume 54 – englische Übersetzung, Licinus wird in Abschnitt 21 beschrieben.